# J.P. Donleavy
James Patrick (J.P.) Donleavy, född 23 april 1926 i Brooklyn i New York, död 11 september 2017 i Mullingar i Westmeath på Irland, var en irländsk-amerikansk författare.

## Biografi
Född av irländska föräldrar växte Donleavy upp i New York. Efter slutet av andra världskriget flyttade han till Irland och studerade vid Trinity College i Dublin och blev irländsk medborgare 1967.
Han publicerades första gången i den litterära tidskriften Envoy. Han fick mycket kritik för sin första roman The Ginger Man (1955, och i svensk översättning: En inpiskad gentleman, 1958). Romanen anses som en av de hundra bästa i modern litteratur, men vid tillkomsten vågade varken irländska eller amerikanska förlag ge ut hans utmanande men charmfulla roman.